# کاکوتی
کاکوتی یا مُشکِ طرامشک (نام علمی: Ziziphora) یا آنِخ نام یک سرده از تیره نعناعیان است که بوی گرم و تندی همانند نعناع دارد هرچند با عطر ویژه خود و در طب سنتی و آشپزی کاربرد دارد.

## پراکندگی
- اروپای جنوب غربی
- اروپای جنوب شرقی
- اروپای شرقی
- شمال آفریقا
- ماکرونزی
- سیبری
- آسیای میانه
- قفقاز
- آسیای غربی
- شبه جزیره عربستان
- چین
- مغولستان
- شبه قاره هند[۴]
- ایران (خراسان شمالی)

## گونه‌ها
1. Ziziphora aragonensis Pau - اسپانیا
2. Ziziphora brantii  K.Koch - قفقاز
3. کاکوتی سرسان  L. - بالکان، حوزه دریای سیاه، خاور میانه، آسیای مرکزی
4. Ziziphora clinopodioides Lam. - سیبری، مغولیتان، سین‌کیانگ، آسیای مرکزی، هیمالیا، آسیای جنوب غربی
5. Ziziphora galinae Juz. - ترکمنستان
6. Ziziphora hispanica L. - اسپانیا، الجزایر، مراکش، تونس
7. Ziziphora interrupta Juz. - تاجیکستان
8. Ziziphora pamiroalaica Juz. - قرقیزستان، تاجیکستان، سین‌کیانگ
9. Ziziphora pedicellata Pazij & Vved. - قرقیزستان، ازبکستان
10. Ziziphora persica  Bunge - ایران، ترکیه، قفقاز، کریمه، آسیای مرکزی
11. Ziziphora puschkinii Adam - قفقاز
12. Ziziphora raddei Juz. - قفقاز
13. Ziziphora suffruticosa Pazij & Vved. - ازبکستان
14. Ziziphora taurica M.Bieb - کریمه، ترکیه، سوریه
15. Ziziphora tenuior L. - اکراین، روسیه، سیبری، آسیای مرکزی، سین‌کیانگ، افغانستان، ایران، ترکیه، خاور میانه
16. Ziziphora vichodceviana Tkatsch. ex Tulyag. - قرقیزستان
17. Ziziphora woronowii Maleev - قفقاز
18. Khanook/province kerman-خانوک